# Dodge Stratus
Dodge Stratus är ett modellnamn som används av Dodge-divisionen hos Chrysler Corporation. I Europa marknadsfördes modellen som "Chrysler Stratus".

## Generation 1 (1995-2000)
Första generationen Dodge Stratus var en mellanstor sedanbil tillverkad av Chrysler Corporation och DaimlerChrysler mellan åren 1995 och 2000. Modellen ersatte Dodge Avenger. Bilen kallades tillsammans med Chrysler Cirrus och Plymouth Breeze för "Molnbilar" (eng. "cloud cars") på grund av sina molntypsinspirerade modellnamn.

## Generation 2 (2001-2006)
Den andra generationen Stratus var den enda överlevande molnbilen då Chryslers Cirrusmodell döptes om till Sebring och Plymouths Breeze lades ner. Stratusserien utökades med en coupemodell som till skillnad från sedanmodellen baserades på en helt annan plattform (sedanmodellen byggdes på Chryslers JR-plattform medan coupemodellen byggdes på samma plattfrom som Mitsubishi Eclipse).
Med början 2007 tillverkas andra generationen Stratus och Sebring på licens i Ryssland. Licensen köptes av den ryske miljardären Oleg Deripaska, ägaren av GAZ i Nizjnij Novgorod. Den ryska bilen har namnet Volga Siber.